# 脊椎
脊椎（せきつい、英語:spine, vertebral column）は、一般的に背骨といわれている部分を指す。動物の身体を重力から内部で支える役割を持っている（内骨格）。
なお、動物の分類上は脊椎の有無によって脊椎動物（ヒトを含む）と無脊椎動物とに分けられる。

## ヒトの脊椎骨
ヒトの脊椎骨は、頭蓋骨の後頭骨にある大後頭孔より下降し、骨盤に至る。脊椎は、頸椎（cervical、7椎、まれに8椎）、胸椎（thoracic、12椎）、腰椎（lumbar、5椎）、仙椎（sacral、5椎）および尾椎（coccygeal、3-6椎）の約30個の椎骨から形成されている。骨と骨は関節でつながっており、その間にはクッションの役割をする椎間板がある。

### 脊椎の彎曲
成長とともに脊椎は彎曲し始め、頸椎が前彎、胸椎が後彎、腰椎が前彎し成人のようなS字状のカーブを描くようになる。これは、直立二足歩行に必要なバランスをとるために必要となる（生理的彎曲）。

### 脊椎の異常
- 塊状椎骨
- 半側椎骨
- 遷移椎骨
- 二分脊椎症
- 変形性脊椎症
- 脊椎炎
- 椎間板脊椎炎
- 椎骨腫瘍
- 脊椎側彎症
- 脊椎分離症
- 脊椎すべり症
- 脊椎カリエス
- 腰部脊柱管狭窄症

## 画像

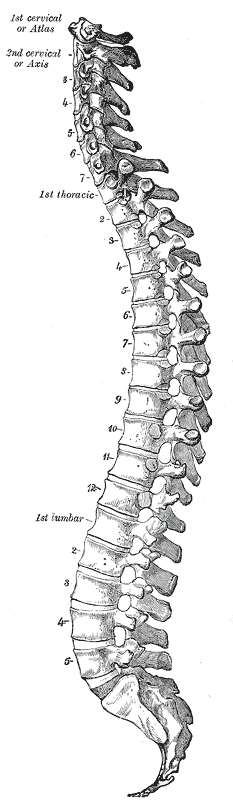
脊椎